# CD72
B-cell differentiation antigen CD72 ist ein Oberflächenprotein aus der Gruppe der Zelladhäsionsmoleküle.

## Eigenschaften
CD72 wird von Prä-B-Zellen und B-Zellen, aber nicht von differenzierten Plasmazellen gebildet. Es ist an der Zellproliferation von B-Zellen beteiligt. CD72 ist glykosyliert und phosphoryliert.
CD72 bindet an Semaphorin-4D.